# Kalle Anka målar bilen
Kalle Anka målar bilen (engelska: Wet Paint) är en amerikansk animerad kortfilm med Kalle Anka från 1946.

## Handling
Kalle Anka målar om bilen och får besök av en fågel som landar på den. Snart uppstår katastrof, och det dröjer inte länge förrän färgen blir förstörd av handavtryck och stoppningen från sätena rivs upp.

## Om filmen
Filmen hade svensk premiär den 11 december 1946 på biografen Regina och ingick i kortfilmsprogrammet Kalle Anka på festhumör, tillsammans med kortfilmerna Pluto bär ut mjölken, Figaro på äventyr, Kalle Anka som skogvaktare, Pluto på hal spis och Jan Långben som riddare.
Kalle Anka målar bilen med pensel.
Filmen har givits på VHS och DVD och finns dubbad till svenska.

## Rollista
- Clarence Nash – Kalle Anka[11]